# Volkmar Klein

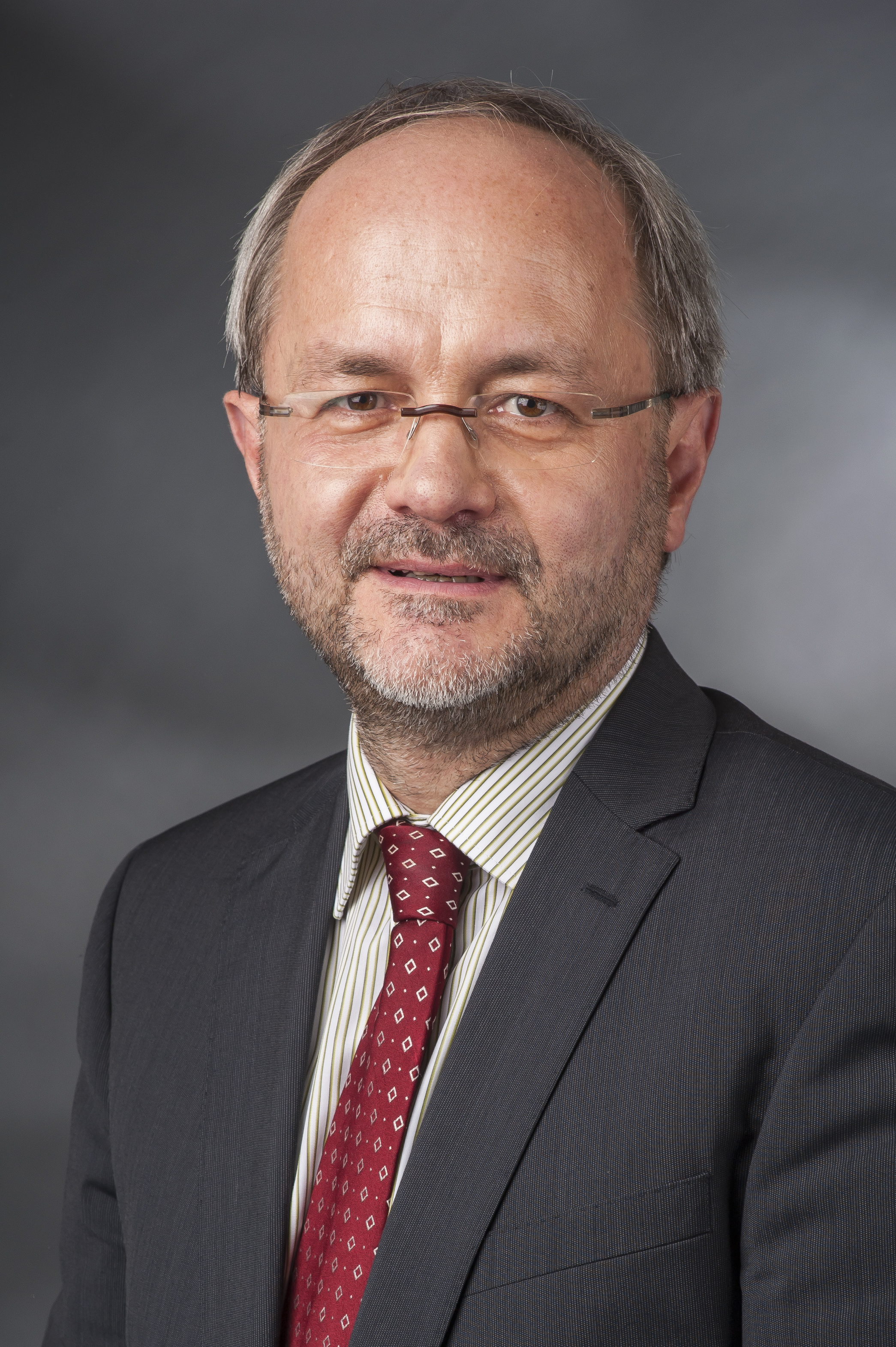
Volkmar Klein (2014)

Volkmar Klein (* 13. Januar 1960 in Siegen) ist ein deutscher Politiker (CDU) und Volkswirt. Er war von 2009 bis 2025 direkt gewähltes Mitglied des Deutschen Bundestages (MdB) für den Wahlkreis Siegen-Wittgenstein und zuvor von 1995 bis 2009 Mitglied des Landtags von Nordrhein-Westfalen.

## Leben
Klein bestand im Jahr 1979 das Abitur und studierte im Anschluss bis 1986 an der Universität Bonn Volkswirtschaft. Dieses Studium schloss er 1986 als Diplom-Volkswirt ab. Während seines Studiums arbeitete er von 1980 bis 1984 als Assistent eines Bundestagsabgeordneten. Nach dem Studium absolvierte er 1986 für mehrere Monate ein Praktikum bei einer Beratungsfirma in Melbourne, Australien. Nach seiner Rückkehr war er als deren freier Mitarbeiter in Deutschland tätig. In den Jahren 1988 und 1989 war er als Niederlassungsleiter eines anderen australischen Unternehmens in Düsseldorf tätig. Danach arbeitete er bis 1995 als leitender Mitarbeiter bei einem Klinikunternehmen.
Volkmar Klein ist verheiratet und Vater von vier Kindern.

## Politik

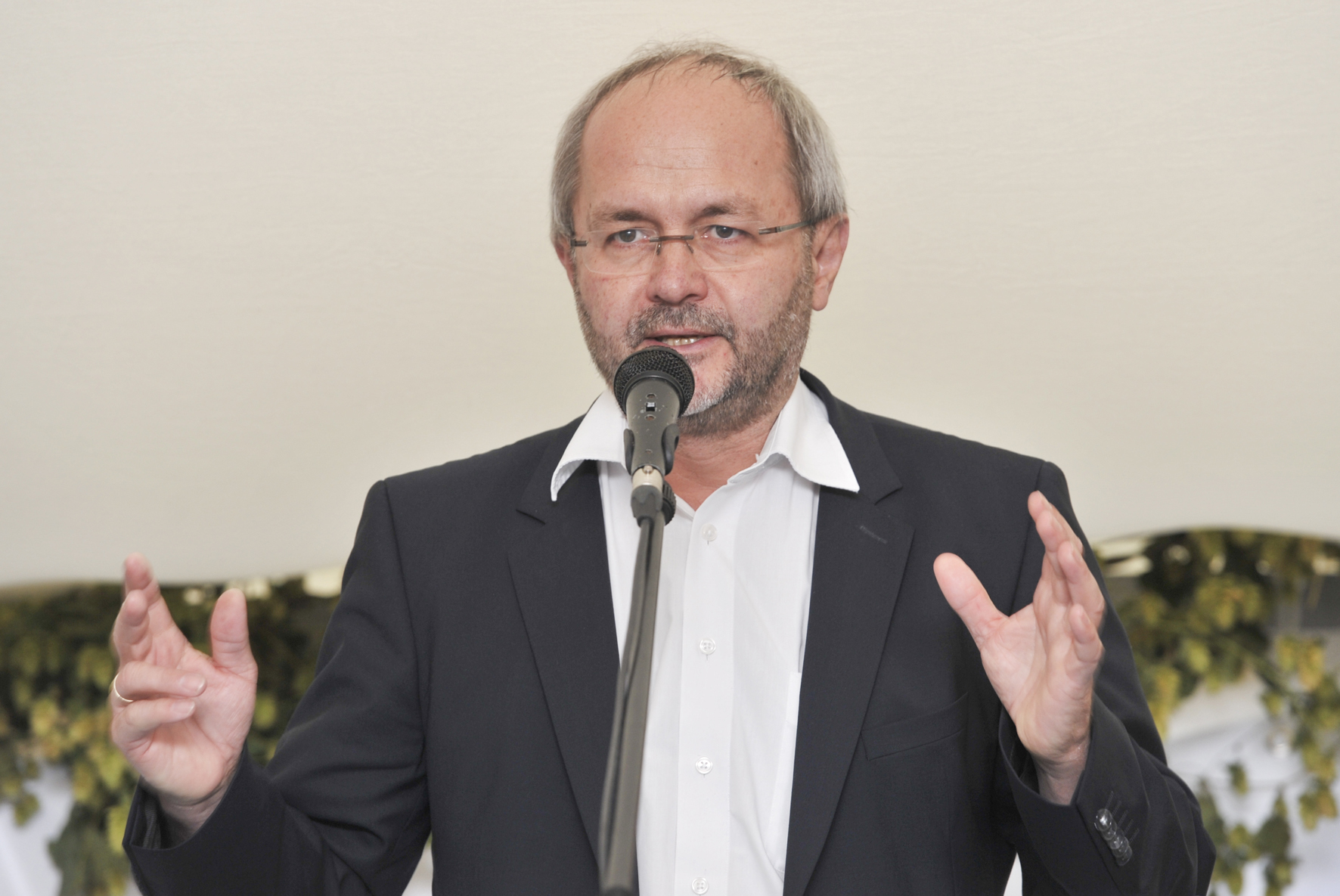
Volkmar Klein bei seiner Rede auf der Eröffnungsfeier des Windparks Hesselbach (2013)

Klein wurde im Jahr 1978 Mitglied der CDU. Seit 2001 ist er Mitglied des Landesvorstandes der CDU und seit 2003 Vorsitzender der CDU im Kreis Siegen-Wittgenstein. Von 2004 bis 2015 war er Landesvorsitzender des Evangelischen Arbeitskreises. Außerdem war er von 1984 bis 2005 Mitglied des Rates der Gemeinde Burbach und war von Januar 1992 bis Juni 1996 Bürgermeister der Gemeinde. Vom 1. Juni 1995 bis zum 3. November 2009 war er Abgeordneter des Landtags von Nordrhein-Westfalen, wo er in der 14. Legislaturperiode als ordentliches Mitglied dem Ausschuss für Haushaltskontrolle, dem Haushalts- und Finanzausschuss und dem Unterausschuss „Personal“ im Haushalts- und Finanzausschuss angehörte. Außerdem war er Sprecher seiner Partei im Haushalts- und Finanzausschuss.
Bei der Bundestagswahl 2009 gewann Klein als Direktkandidat der CDU 41,53 % der Stimmen und zog damit als Abgeordneter in den 17. Deutschen Bundestag ein. Auch 2013 konnte er seinen Wahlkreis mit 45,8 % der Stimmen direkt gewinnen und zog für weitere vier Jahre in den Bundestag ein. Dort war er ordentliches Mitglied des Haushaltsausschusses und außerdem ordentliches Mitglied im Unterausschuss zu Fragen der Europäischen Union sowie im Parlamentarischen Finanzmarktgremium. Seit 2013 war er stellvertretendes Mitglied im Auswärtigen Ausschuss.
Bei der Bundestagswahl 2017 und der Bundestagswahl 2021 gewann Volkmar Klein seinen Wahlkreis erneut. Im 19. Deutschen Bundestag war er als Obmann des Ausschusses für wirtschaftliche Zusammenarbeit und Entwicklung Sprecher für wirtschaftliche Zusammenarbeit und Entwicklung der CDU/CSU-Bundestagsfraktion. Außerdem ist er stellvertretendes Mitglied im Haushaltsausschuss und dem Auswärtigen Ausschuss.
Bei der Bundestagswahl 2025 trat er nicht erneut an.

## Mitgliedschaften
Klein ist seit 2013 Vorsitzender der Deutsch-Pazifischen Parlamentariergruppe. In seiner Heimatgemeinde Burbach war Volkmar Klein von 1997 bis 2017 Vorsitzender des Heimatvereins Alte Vogtei Burbach e. V.
Er ist Vorstandsmitglied der Deutschen Afrika Stiftung e. V. sowie beim Förderverein Siegerland Flughafen Dreiländereck e. V. Volkmar Klein ist außerdem im Vorstand der Stiftung und Vereinigung für Grundwerte und Völkerverständigung. Er gehört als Mitglied der überparteilichen Europa-Union Deutschland an.